# 小行星9939
小行星9939（英語：9939）是一颗围绕太阳公转的小行星。1988年11月3日，小島卓雄在千代田发现了此天体。
这颗小行星的绝对星等为268.1551206045361等。